# 山陽学園短期大学
山陽学園短期大学（さんようがくえんたんきだいがく、英語: San-yo Gakuen College）は、岡山県岡山市中区平井1-14-1に本部を置く日本の私立大学。1886年創立、1969年大学設置。広島県にある山陽女子短期大学とは別組織。

## 概観

### 大学全体
- 山陽学園短期大学は、岡山県岡山市内にある日本の私立短期大学。学校法人山陽学園により1969年に設置された。かつては最大で4学科を擁していた時期もあったが、現在は2学科に縮小されている。

### 建学の精神（校訓・理念・学是）
- 山陽学園短期大学における教育理念は「愛と奉仕」となっている。

### 教育および研究
- 山陽学園短期大学には、栄養士を養成する食物栄養学科と、保育者を養成する幼児教育学科がある。両学科とも附属幼稚園での教育実習が取り入れられている。
- アメリカでの語学研修が行われている。
- B棟とC棟が主な短大の学舎となっている。110周年記念館とC棟にはピアノ室が有る。

### 学風および特色
- 山陽学園短期大学は「愛と奉仕」の心を培う教育が実施されている。
- キリスト教の思想に基づいた教育も行われている。
- 短大独自のイベントとして、「フレッシュマン・エクスカレーション」・「シャロム会」と称したものがある。

### 長期履修制度
- 山陽学園短期大学には、修業年限（２年）を超えて、２年分の学費で３年間で卒業する長期履修制度がある。
- この長期履修には２種類のパターンがあり、制度的に設けられた３年間の教育課程を履修する「３年コース」のパターンと、通常の２年コースのままで履修期間を３年にするパターンである。
- 入学後は、前者のパターンでは履修期間の短縮は不可、後者のパターンでは１年間の短縮が可能である。

## 沿革
- 1886年 山陽英和女学校が創設される。
- 1892年 山陽女学校と改称。
- 1898年 山陽高等女学校に改称（現・山陽学園中学校・高等学校）。
- 1969年 山陽学園短期大学開学。家政科を置く。
- 1970年 家政科を専攻分離→後に生活学科と改称
  - 家政専攻→後に生活学専攻に改称、1999年 人間文化学科に改組される。
  - 食物栄養専攻
- 1971年 専攻科家政学専攻設置。
- 1972年 幼児教育学科を増設：学生数125[1]。専攻科食物栄養専攻を設置。
- 1975年 専攻科幼児教育学専攻を置く。
- 1988年 国際教養学科を増設：在学者数は131[2]
- 1991年 家政学科を生活学科に改称。生活学専攻と生活造形専攻を置く。家政学科食物栄養専攻を食物栄養学科に改組（学生数93[3]）。
- 2003年 人間文化学科と生活デザイン学科（旧・生活学科生活デザイン専攻）を統合させたキャリアデザイン学科を設置。
- 2008年 キャリアデザイン学科を募集停止[4]。
- 2009年 男女共学となる。
- 2020年 食物栄養学科を健康栄養学科、幼児教育学科をこども育成学科に名称変更[5]。

## 基礎データ

### 所在地
- 岡山県岡山市中区平井1-14-1

### 交通アクセス
- JR山陽本線岡山駅から岡電バスを利用。

## 教育および研究

### 組織

#### 学科
- 健康栄養学科
- こども育成学科

##### 学科の変遷
- 家政科→生活学科
  - 家政専攻→生活学専攻→人間文化学科→キャリアデザイン学科（募集は2008年度まで）
  - 生活造形専攻→生活デザイン学科→キャリアデザイン学科
  - 食物栄養専攻→食物栄養学科→健康栄養学科
- 幼児教育学科→こども育成学科
- 国際教養学科：学生募集は1993年度まで

#### 専攻科
なし

#### 過去にあった専攻科
- 生活学・生活造形専攻:2005年廃止[6]。
- 食物栄養専攻:2005年廃止[7]。
- 幼児教育学専攻:2011年廃止[8]。
- 国際教養学専攻:1996年廃止（1994年に山陽学園大学が開学し、国際文化学部開設に伴うものと想定される[9]）

#### 別科
なし

##### 取得資格について
資格
- 栄養士：健康栄養学科
- 保育士：こども育成学科

教職課程
- 栄養教諭二種免許状:健康栄養学科
- 幼稚園教諭二種免許状:幼児教育学科
- 過去には中学校教諭二種免許状が設置されていた。概ね1998年度入学生まであったらしい[10]。
  - 家庭：過去にあった生活学科生活学専攻・生活デザイン専攻にて設置されていた。

#### 附属機関
- 図書館：所蔵資料はおよそ130,000冊。

## 学生生活

### 部活動・クラブ活動・サークル活動
- 山陽学園短期大学のクラブ活動
  - 体育系：弓道・テニス・卓球・バドミントン・バレーボールほか
  - 文化系：工芸・茶道・写真・児童文化ほか

### 学園祭
- 山陽学園短期大学の学園祭は山陽学園大学と合同で毎年、概ね10月に行われている。

## 大学関係者と組織

### 大学関係者一覧
- 上代淑 - 旧山陽高等女学校・校長

## 施設

### キャンパス
- 本館・A棟・B棟・C棟・D棟・E棟・F棟・G棟・学生会館・学生ホール・110周年記念館・学生寮ほか、大学のシンボル的存在となっている「カリヨンの鐘」がある。

### 寮
- キャンパスに隣接して「Dormitory」（女子のみ対象）が設けられている[11]。

## 対外関係

### 他大学との協定

#### アメリカ
- ケント州立大学
- モントレー国際大学院大学
- デ・アンザ・カレッジ
- マウント・ホリヨーク大学

#### ニュージーランド
- ワイカト大学

#### 中国
- 安徽師範大学

### 系列校
- 山陽学園大学
- 山陽学園中学校・高等学校

## 卒業後の進路について

### 就職について
- こども育成学科：保育園をはじめとした保育士として就職する人が最も多く、おおむね3/4程度を占めている。幼稚園教諭に就く人は1割足らずと極めて少ない。
- 健康栄養学科：概ね半数が栄養士として就職している。
- 過去にあったその他の学科については、一般企業への就職者が大半となっていた。

### 編入学・進学実績
- 山陽学園大学への編入学制度がある。

## 附属学校
- 山陽学園短期大学附属幼稚園